# HERO (BACK-ONのアルバム)
『HERO』（ヒーロー）は、BACK-ONの2枚目のミニアルバム。2005年7月13日にFLY MUSICから発売された。

## 概要
タワーレコード限定での販売のため、その他一般のCDショップでは取り寄せや購入が不可である。2018年現在廃盤となっている。
メジャーデビュー前のベスト盤的位置づけで発売された。

## 収録曲
1. FLYDOM
新曲。「フライダム」と読む。
「FLY」と「FREEDOM」を掛け合わせた造語。「自由に羽ばたく」といった意味を持つ。
後に、『BABY ROCK』、『YES!!!』にも収録されるが、『BABY ROCK』ではややフェードアウトで終わるのに対し、『YES!!!』は完奏で終わるようになっており、少しだけ演奏時間が異なる。
今作のリード曲として、PVが制作されている。
2. NUTS TRIBE
Airstrike,ピンクフラミンゴMG,BACK-ON名義のスピリットアルバム『Survive』に収録されているのを再録したもの。PVが存在しており、『Survive』のCD EXTRA（42秒の視聴）や会場限定販売されたDVDに、フルヴァージョンが収録されている。
3. アルティメット足立
前作のミニアルバム『ADACHI TRIBE』に収録されているが、再録されたもの。
4. OVER (Leave It Alone Mix)
『Leave It Alone』とは、プロデューサーのJINが所有するスタジオの名称である。
「アルティメット足立」と同じく『ADACHI TRIBE』に収録されているのを再録したものである。間奏部分など、随所にアレンジが変更されている。
5. SOUL SHOUT (STUDIO LIVE)
初期に会場限定CDとして販売していた曲を、スタジオライブバージョンとして再録したもの。
初音源は会場限定で、Fighting Style（JJ from 2BL mix) / Samuraiの2曲を収録して販売されていた。
Samuraiは現在も再録はされておらず、楽曲を耳にしたことがあるファンがほとんどいないため、幻の音源 とされている。また、Fighting StyleはRIZEのJesseが立ち会いの元で再録されたVer.も会場限定で販売されていた。（Jesse立会いの元で再録した際に、レコーディン グ風景のメイキング映像も同時撮影されていたが、現在も公開はされていない）